# Lyngen
Lyngen è un comune norvegese della contea di Troms.